# Фонтачаро (Кјети)
Фонтачаро (итал. Fontacciaro) је насеље у Италији у округу Кјети, региону Абруцо.
Према процени из 2011. у насељу је живело 34 становника. Насеље се налази на надморској висини од 281 м.